# Naruto (Tokushima)
Naruto (鳴門市 Naruto-shi?) es una ciudad situada en la prefectura de Tokushima, Japón. Tiene una población estimada, a fines de 2023, de 54 024 habitantes.
Su área total es de 135.66 km².

## Historia
La localidad fue fundada por la fusión de los pueblos de Muya, Satoura y Naruto, el 15 de marzo de 1947, bajo el nombre de Meinan. En mayo del mismo año fue renombrada a la denominación Naruto y, en noviembre, elevada a la condición de ciudad.

## Geografía

### Localidades circundantes
- Prefectura de Tokushima
  - Aizumi
  - Itano
  - Kitajima
  - Matsushige
- Prefectura de Kagawa
  - Higashikagawa

## Demografía
Según los datos del censo japonés y la estimación oficial de fines de 2023, esta ha sido la población de Naruto en los últimos años:
| 1995   | 2000   | 2005   | 2010   | 2015   | 2023   |
| ------ | ------ | ------ | ------ | ------ | ------ |
| 64.923 | 64.620 | 63.200 | 61.513 | 59.101 | 54.024 |